# Runcinacija
Runcinacija je operacija, ki istočasno odreže v pravilnih politopih stranske ploskve, robove in oglišča ter naredi novo  faceto tam, kjer je prej bilo središče stranske ploskve, roba ali oglišča. Ista operacija se lahko izvaja tudi za satovje.  Ta operacija je višja stopnja operacije prisekanosti, ki sledi kantelaciji in prisekanosti.
Prikaže se z razširjenim  Schläflijevim simbolom  t0,3{p,q,...}. Ta operacija obstoja samo za 4-politope {p, q, r} in  politope višjih razsežnosti.
Runcinirani polihoroni in satovje:
| Schläflijev simbol Coxeter-Dinkinov diagram | ime                                                      | slika oglišč         | slika                |
| Uniformni polihoroni                        | Uniformni polihoroni                                     | Uniformni polihoroni | Uniformni polihoroni |
| ------------------------------------------- | -------------------------------------------------------- | -------------------- | -------------------- |
| t0,3{3,3,3}                                 | runcinirana 5-celica                                     |                      |                      |
| t0,3{3,3,4}                                 | runcinirana 16-celica (isto kot runcinirana 8-celica)    |                      |                      |
| t0,3{3,4,3}                                 | runcinirana 24-celica                                    |                      |                      |
| t0,3{3,3,5}                                 | runcinirana 120-celica (isto kot runcinirana 600-celica) |                      |                      |
| Evklidska konveksna uniformna satovja       |                                                          |                      |                      |
| t0,3{4,3,4}                                 | runcinirano kubično satovje (isto kot kubično satovje)   |                      |                      |
| Hiperbolična uniformno satovja              |                                                          |                      |                      |
| t0,3{4,3,5}                                 | runcinirano kubično satovje reda 5                       |                      |                      |
| t0,3{3,5,3}                                 | runcinirano ikozeedersko satovje                         |                      |                      |
| t0,3{5,3,5}                                 | runcinirano dodekaedersko satovje reda 5                 |                      |                      |